# علیرضا حکیم‌زاده
علیرضا حکیم‌زاده بازیکن سابق فوتبال ایران است. او سابقه بازی در باشگاه فوتبال پاس تهران را دارد.
وی سابقه ۱۱ بازی و ۳ گل ملی نیز در کارنامه دارد.
او کاپیتان تیم قهرمان جام باشگاه‌های آسیا در فصل ۹۲–۹۳ بود.